# Ulpianus (Redner)
Ulpianus (* um 255; † um 330) war ein vorderasiatischer Rhetoriker der Spätantike.
Obwohl Ulpianus ein überaus einflussreicher Rhetoriklehrer gewesen zu sein scheint, ist über seine Person kaum etwas bekannt. Er stammte aus Askalon und begann in der Regierungszeit Konstantins des Großen Rhetorik zu unterrichten, zunächst in Emesa, dann in Antiochia. Dort zählten Prohairesios, vielleicht Hephaestion sowie schließlich der junge Libanios zu seinen Schülern. Einer seiner Konkurrenten war der Sophist Eusebios der Araber. Er starb um 330.
Ulpianus war Autor zahlreicher Werke, darunter vor allem Reden (etwa eine dem Antiochikos des Libanios vergleichbare Rede) und Deklamationen. Von diesen ist jedoch außer einem kurzen Zitat in der Kirchengeschichte des Euagrios Scholastikos nichts erhalten. Ob er identisch ist mit einem gleichnamigen Sophisten, der ebenfalls rhetorische Werke verfasste, ist unklar.
Quellen, die über Ulpianus (den Redner und den Sophisten) informieren, sind neben der Suda die Vitae sophistarum des Eunapios von Sardes sowie Reden und ein Brief des Libanios.